# Colpo grosso alla napoletana
Colpo grosso alla napoletana (The Biggest Bundle of Them All) è un film del 1968 diretto da Ken Annakin.